# Kaziramihunda (vattendrag i Burundi, Cibitoke)
Kaziramihunda är ett vattendrag som ingår i gränsen mellan Burundi och Rwanda. Det mynnar i Kaburantwa.